# 耶律合魯
耶律合鲁（?—?），辽朝大臣。字胡都堇。六院舍利袤古直后裔。
他是耶律乙辛亲信。他为人柔佞，喜苟合。辽道宗清宁初年为官。耶律乙辛引用小人，耶律合鲁附和，被委任为南面林牙。耶律乙辛诬陷害太子耶律濬、杀忠良，耶律合鲁多参预阴谋。他的弟弟耶律吾也亦党附耶律乙辛，时人称为“二贼”。官至耶律合鲁北院大王，任上去世。耶律吾也官至南院大王。

## 延伸阅读
[在维基数据编辑]
 《遼史·卷111》，出自脱脱《遼史》